# 60622 Pritchet
60622 Pritchet è un asteroide della fascia principale. Scoperto nel 2000, presenta un'orbita caratterizzata da un semiasse maggiore pari a 2,2544496 UA e da un'eccentricità di 0,0640181, inclinata di 3,70549° rispetto all'eclittica.